# Hoplia griseosquamosa
Hoplia griseosquamosa är en skalbaggsart som beskrevs av Moser 1918. Hoplia griseosquamosa ingår i släktet Hoplia och familjen Melolonthidae. Inga underarter finns listade i Catalogue of Life.